# Monoplacophoridae
Monoplacophoridae, porodica mekušaca iz reda Tryblidiida koja obuhvaća svega jedan rod Monoplacophorus i s jednim predstavnikom, vrsta Monoplacophorus zenkevitchi (Moskalev, Starobogatov & Filatova, 1984) iz sjevernog Pacifika.